# Cristian Noriega
Cristian Noriega nació en la Ciudad de Guatemala el 20 de marzo de 1987, es un futbolista guatemalteco que juega como defensa central, actualmente juega en el Club Social y Deportivo Municipal. Ha formado parte de la Selección Nacional de Fútbol de Guatemala en edades limitas y también a nivel mayor, inició su carrera profesional en 2007 en Guatemala con Municipal; en la Copa de Naciones de la Uncaf de 2009 fue capitán de la Selección de Guatemala.

## Clubes
| Club                              | País        | Año         |
| --------------------------------- | ----------- | ----------- |
| Club Social y Deportivo Municipal | Guatemala   | 2007 - 2013 |
| Club Deportivo FAS                | El Salvador | 2013 - 2014 |
| Club Social y Deportivo Municipal | Guatemala   | 2014        |
| Xinabajul Huehue                  | Guatemala   | 2020        |

- Datos: Q2421812